# Lithocarpus skanianus
Lithocarpus skanianus är en bokväxtart som först beskrevs av Stephen Troyte Dunn, och fick sitt nu gällande namn av Alfred Rehder. Lithocarpus skanianus ingår i släktet Lithocarpus och familjen bokväxter. Inga underarter finns listade.